# جينيفر ستون
جينيفر ليندسي ستون (12 فبراير 1993) هي ممثلة أمريكية أشتُهرت خلال شخصية «هاربر فيكلي» ضمن مسلسل سحرة حي ويفرلي (بالإنجليزية: Wizards of Waverly Place)‏ الذي عرض على قناة ديزني إضافة إلى فيلم "Harriet the Spy: Blog Wars" الذي مثلت فيه دور البطولة.

## الموهبة
شاركت لأول مرة في مجال التمثيل ضمن فيلم Secondhand Lions وترشحت لنيل جائزة الفنان الصغير. تعرفت حينها على مايكل كين من خلال فيلم «ملكة الدماثة» عند تصوير الفيلم. ثم ترشحت مرة أخرى لنفس الجائزة عن دورها في «مسلسل هاوس» وظهرت كضيفة في «مسلسل دون أثر».
في 2009 شاركت بأداء صوتي في فيلم ديزني "Dadnapped". ثم مرة أخرى بأداء صوتي في سلسلة الرسوم المتحركة «فارس وفادي» في دور أماندا. وفي 2010 أدت أول فيلم من بطولتها بعنوان "Harriet the Spy: Blog Wars" وبعده في فيلم "Nothing Left to Fear".

## حياتها الشخصية
في مارس 2013 توقفت جينيفر عن التمثيل لتركز في دراستها الجامعية، حيث درست علم النفس ثم التمريض. حيث اختارت هذا الأخير لتفهم بشكل جيد طبيعة مرضها الذي ظهر في التشخيص على أنه سكري النوع الأول.

## الأعمال

### الأفلام
| السنة | العمل                |
| ----- | -------------------- |
| 2003  | Secondhand Lions     |
| 2013  | Nothing Left to Fear |
| 2011  | Fresh Studio         |
| 2011  | That's What I Am     |
| 2013  | Grave Secrets        |
| 2018  | Santa Girl           |
| TBA   | The Perfect Night    |

### المسلسلات
| السنة     | العمل                               |
| --------- | ----------------------------------- |
| 2004      | Line of Fire                        |
| 2005      | House                               |
| 2005      | دون أثر                             |
| 2007–2012 | Wizards of Waverly Place            |
| 2009      | Dadnapped                           |
| 2009      | Phineas and Ferb                    |
| 2009      | Wizards of Waverly Place: The Movie |
| 2010      | Harriet the Spy: Blog Wars          |
| 2011      | Mean Girls 2                        |
| 2011–2012 | جينيرايتور ريكس                     |
| 2012      | Pair of Kings                       |
| 2013–2014 | Deadtime Stories                    |
| 2013      | Body of Proof                       |
| 2013      | The Wizards Return: Alex vs. Alex   |
| 2014      | High School Possession              |
| 2017      | Nasty Habits                        |

## الجوائز والترشيحات
| السنة | الجائزة                     | الصنف                                                                             | العمل المرشح             | النتيجة | Refs   |
| ----- | --------------------------- | --------------------------------------------------------------------------------- | ------------------------ | ------- | ------ |
| 2004  | جائزة الفنان الصغير         | أفضل ممثل مراهق مشارك في فيلم بطولة مشتركة                                        | Secondhand Lions         | رُشِّح     |        |
| 2006  | جائزة الفنان الصغير         | أفضل ممثل شاب مشارك في سلسلة درامية                                               | House                    | رُشِّح     |        |
| 2008  | جائزة الفنان الصغير         | أفضل ممثل شاب مشارك في سلسلة درامية (بمشاركة سيلينا غوميز، ديفيد هنري وجاك أوستن) | Wizards of Waverly Place | رُشِّح     |        |
| 2012  | جائزة اختيار أطفال نكلوديون | أكثر ممثل تلفزيون شعبية                                                           | Wizards of Waverly Place | رُشِّح     | [ 11 ] |